# Гюстав Моро
Гюстав Моро (фр. Gustave Moreau, 6 квітня 1826, Париж — 18 квітня 1898, Париж) — французький художник, представник символізму.

## Біографія
Народився 6 квітня 1826 року в Парижі. Його батько, Луї Моро, був архітектором, в обов'язки котрого входило підтримувати в належному стані міські громадські будівлі і пам'ятники. Смерть єдиної сестри Моро, Камілли, згуртувала сім'ю. Мати художника, Поліна, була всім серцем прив'язана до сина і, залишившись вдовою, не розлучалася з ним аж до своєї смерті в 1884 році.
Навчався в Школі красних мистецтв в Парижі у Теодора Шассеріо і Франсуа-Едуара Піко, відвідав Італію (1857—1859) і Нідерланди (1885). З 1849 року Гюстав Моро починає виставляти свої роботи в Салоні — виставці живопису, скульптури і гравюри, яка щорічно проводилася з середини XVII століття у Великому салоні Лувра.
З 1857 по 1859 Моро проживає в Італії, де вивчає і копіює полотна і фрески уславлених майстрів минулого.
Восени 1859 року Моро повертається додому і знайомиться з молодою жінкою — Александріною Дюре́, що працювала гувернанткою недалеко від його майстерні. Вони побралися і проживуть разом понад 30 років. Після смерті Александріни в 1890 році художник присвячує коханій одне зі своїх найкращих полотен — «Орфей біля гробниці Еврідіки», 1891. Протягом 1860-х років твори Моро користуються величезним успіхом і популярністю. Критики називали Гюстава Моро рятівником жанру історичного живопису.
Протягом усього життя Моро писав фантастично пишні, майстерно виконані в дусі символізму композиції на міфологічні, релігійні та алегоричні сюжети, найкращі з яких — «Едіп і сфінкс», 1864, Метрополітен-музей, Нью-Йорк; «Орфей», 1865, Музей Лувр, Париж; «Саломія», 1876, Музей д'Орсе, Париж; «Галатея», 1880, Музей Гюстава Моро, Париж.
Гюстав Моро був тісно пов'язаний з рухом символізму; художники, що розділяли цю стилістику, відмовилися від об'єктивності і натуралізму представників французького реалізму і імпресіонізму. У пошуках натхнення символісти зверталися до літератури чи античної та північної міфології, часто довільно поєднуючи їх один з одним. У 1888 році Моро обирають членом Академії красних мистецтв і через чотири роки професор Моро стає керівником майстерні в Школі красних мистецтв.
У 1890-х здоров'я художника різко погіршився. Він дійшов висновку про завершення своєї кар'єри і повертається до своїх незакінчених картин. Водночас Моро приступає до роботи над своїм останнім шедевром — «Юпітер і Семела», 1894—1895.
Сам заповідав свою майстерню разом з багатьма картинами місту Париж, де тепер приголомшливо розкішний музей-майстерня Моро.

## Галерея

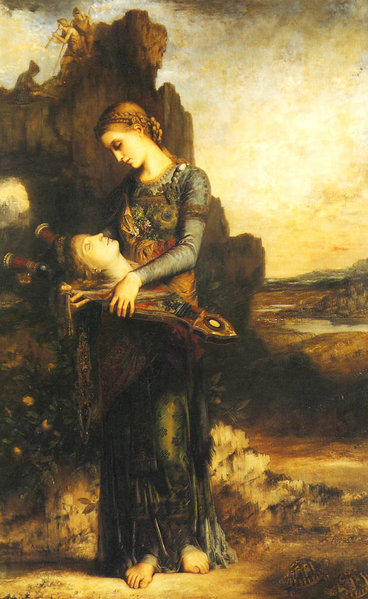
Орфей, 1865, Музей Орсе, Париж
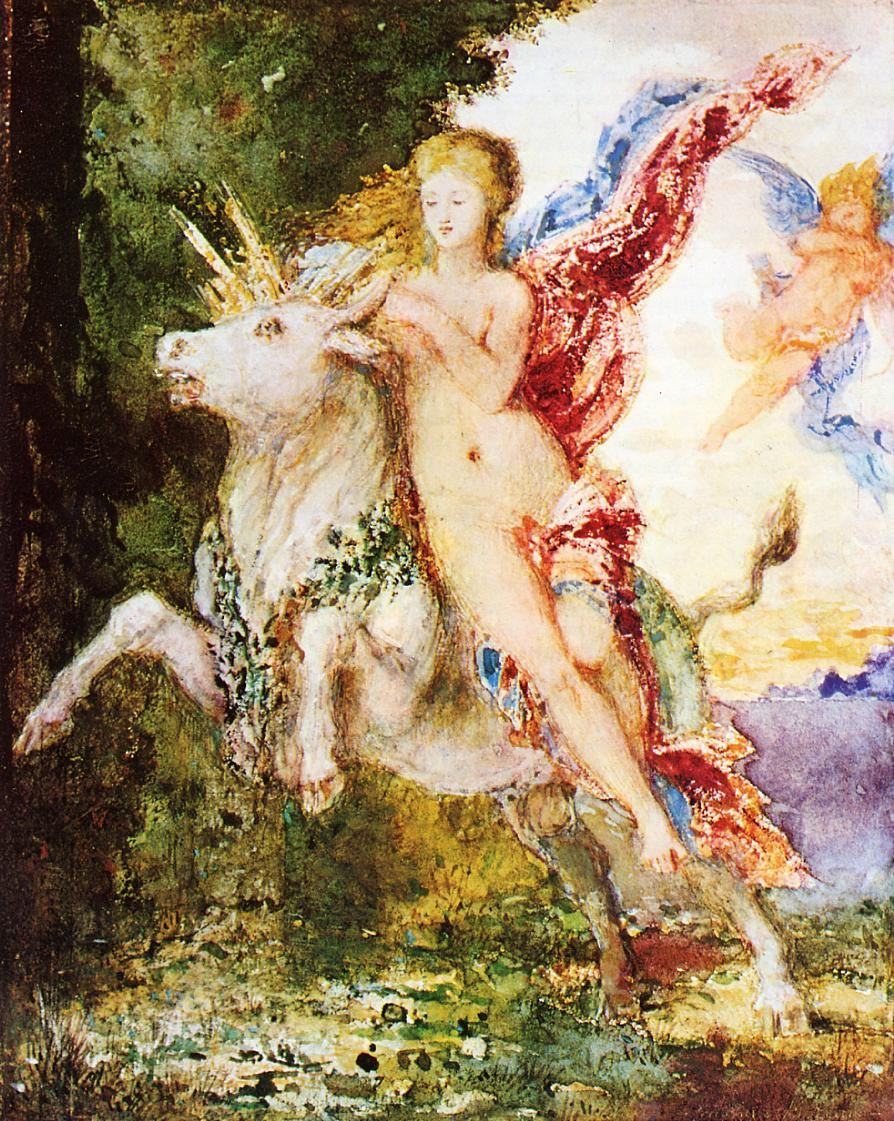
Європа і бик, 1869
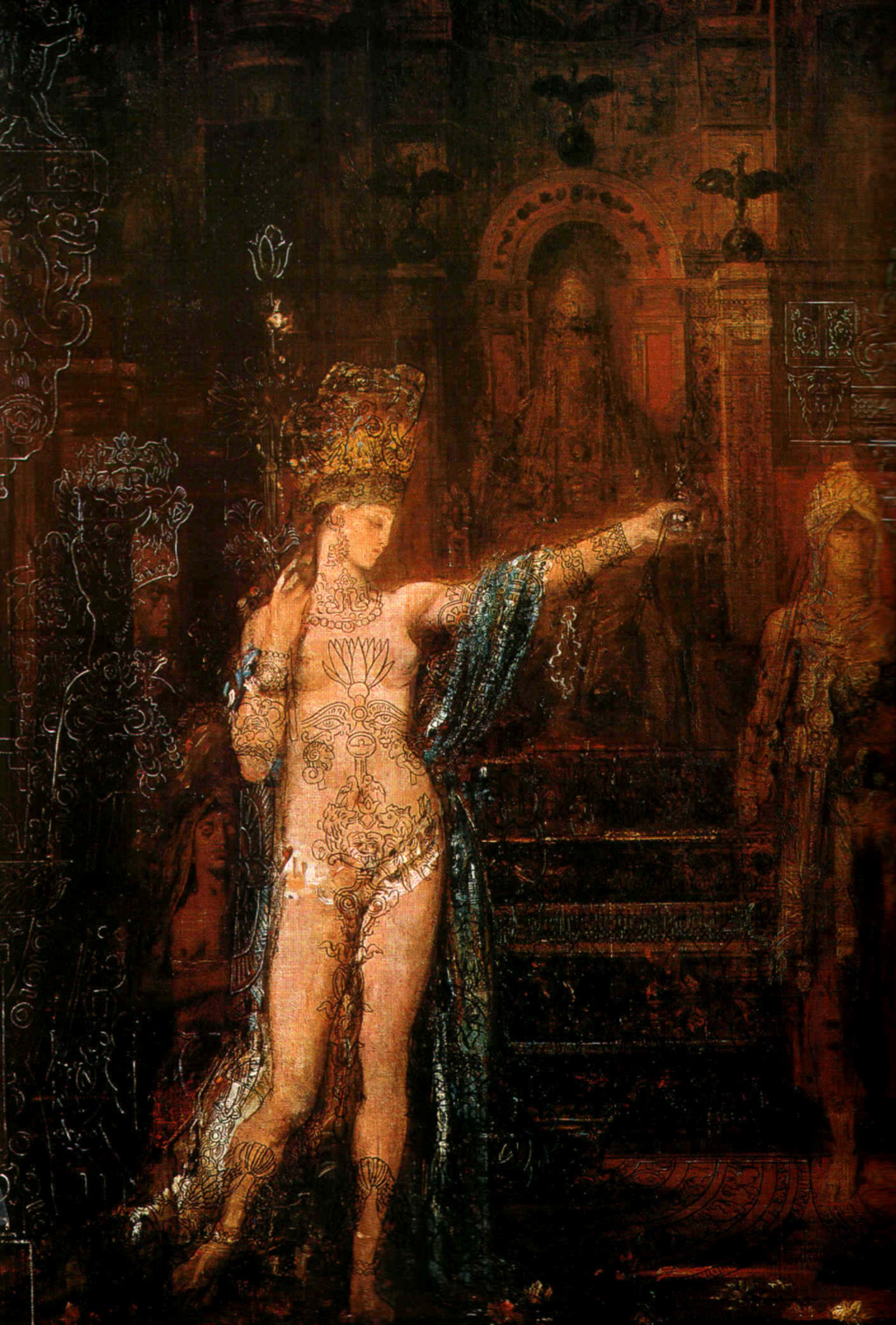
Саломея, 1876, музей Гюстава Моро, Париж
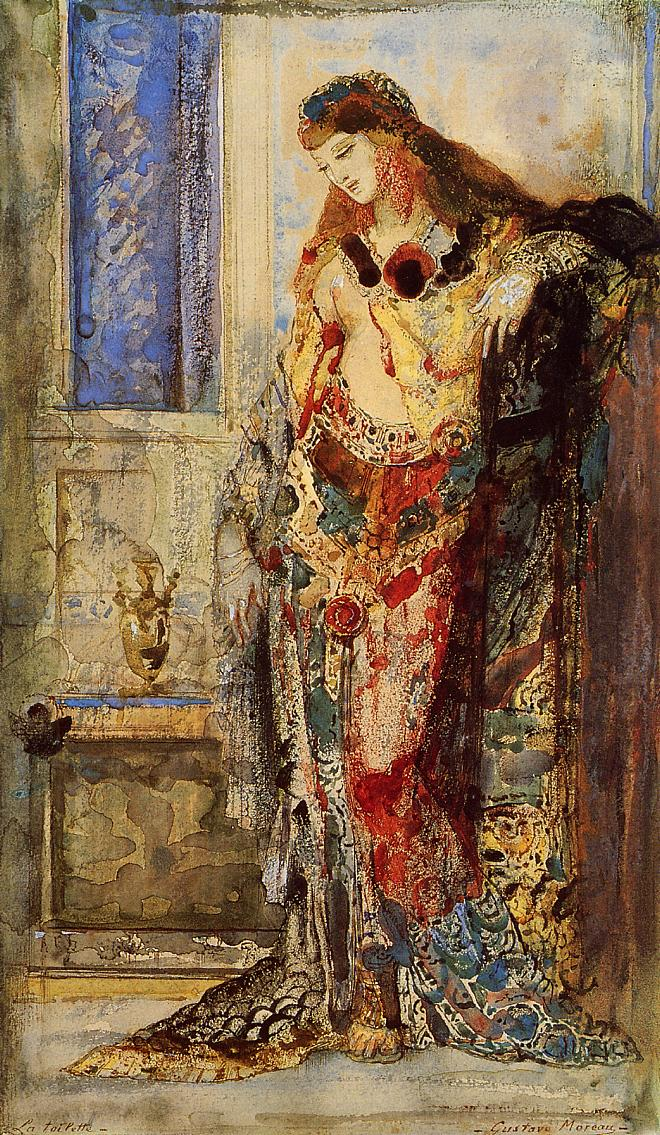
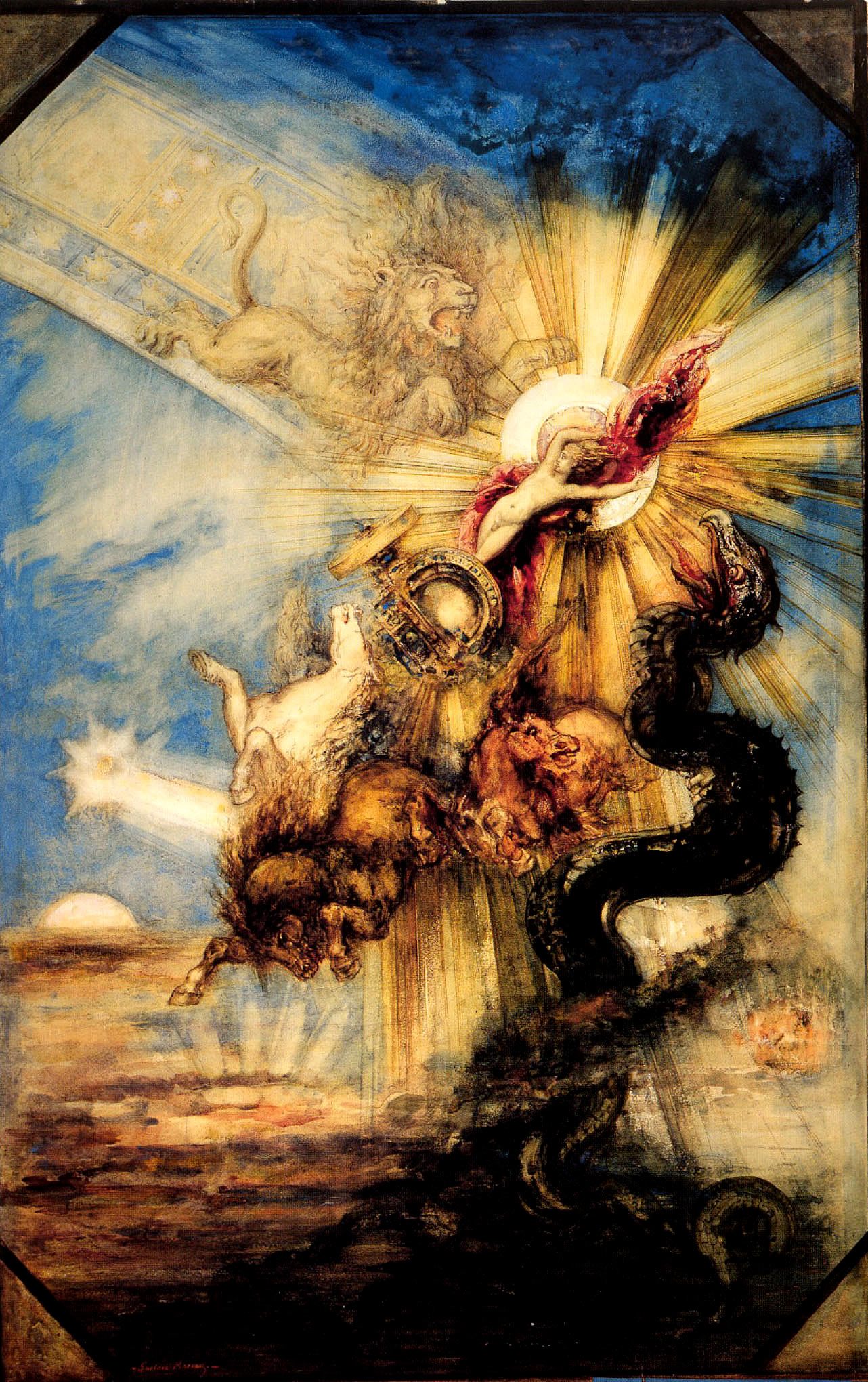
«Фаетон», 1878, Лувр, Париж
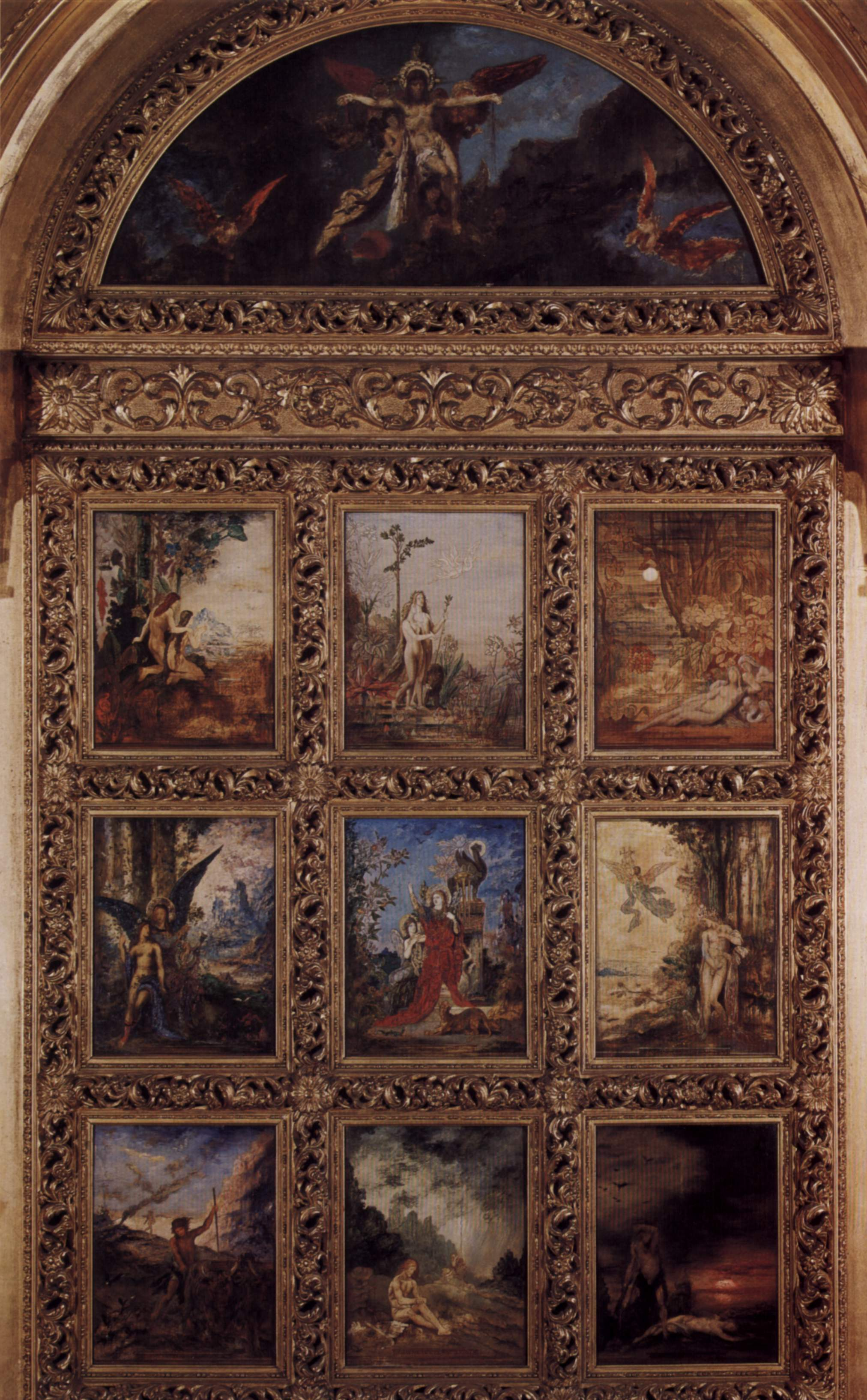
«Історія людства» (9 дощок), 1886, музей Гюстава Моро, Париж
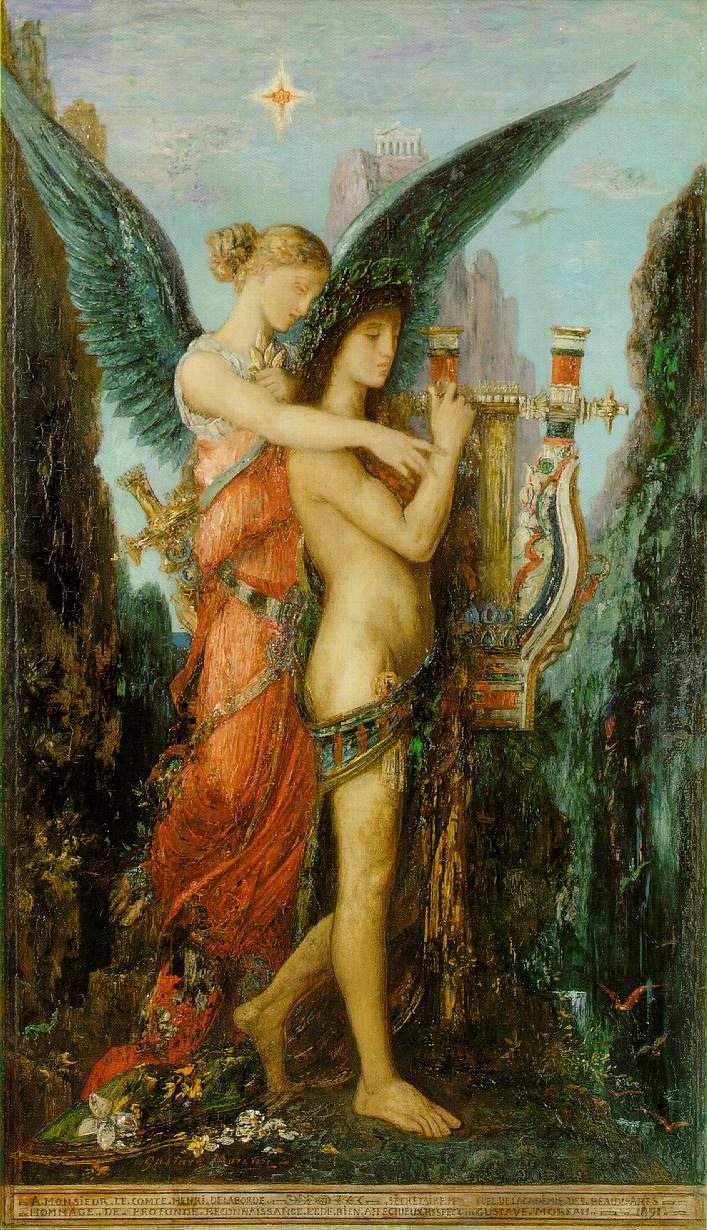
«Гесіод і муза», 1891, музей Орсе, Париж
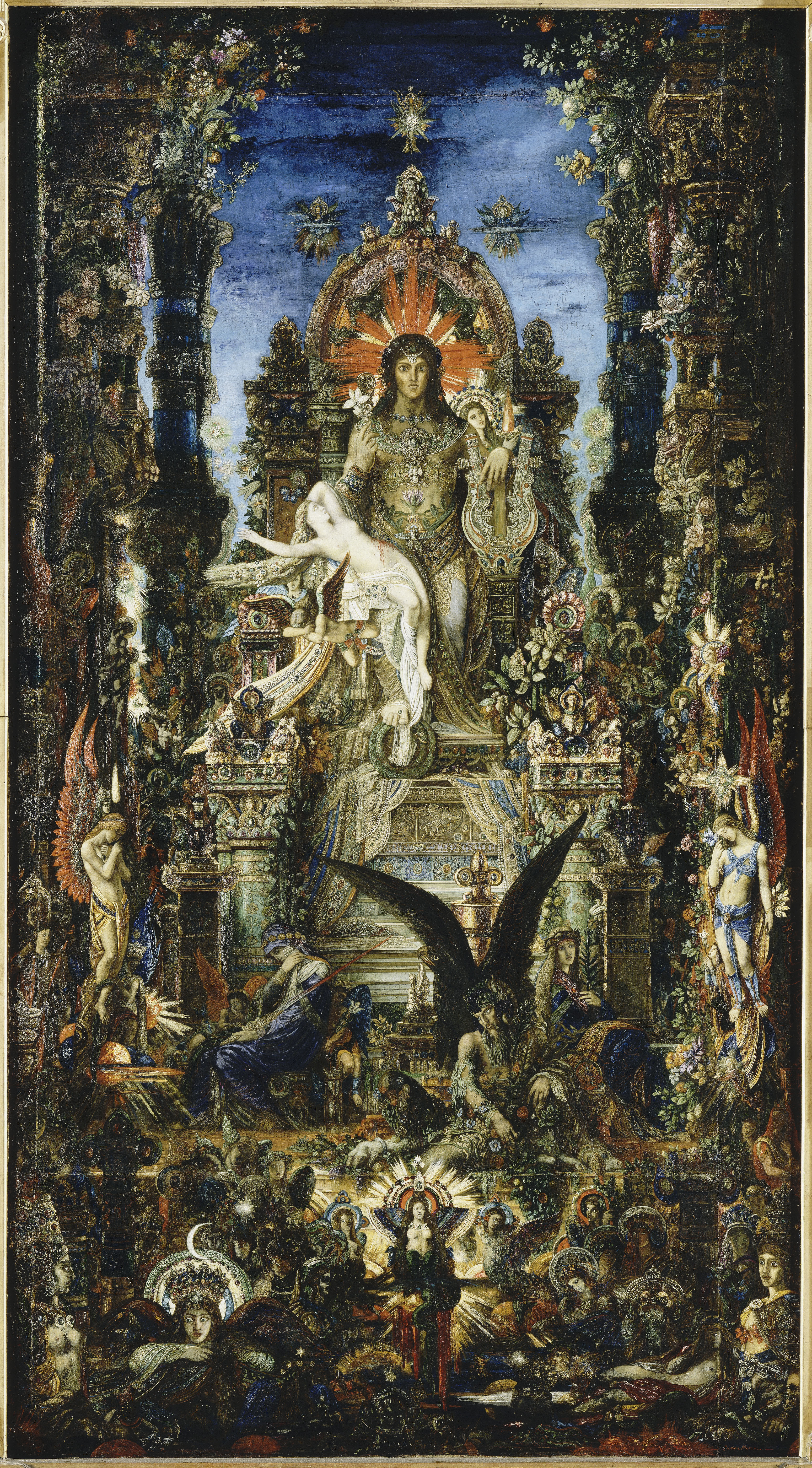
«Юпітер і Семела», 1894-95, музей Гюстава Моро, Париж
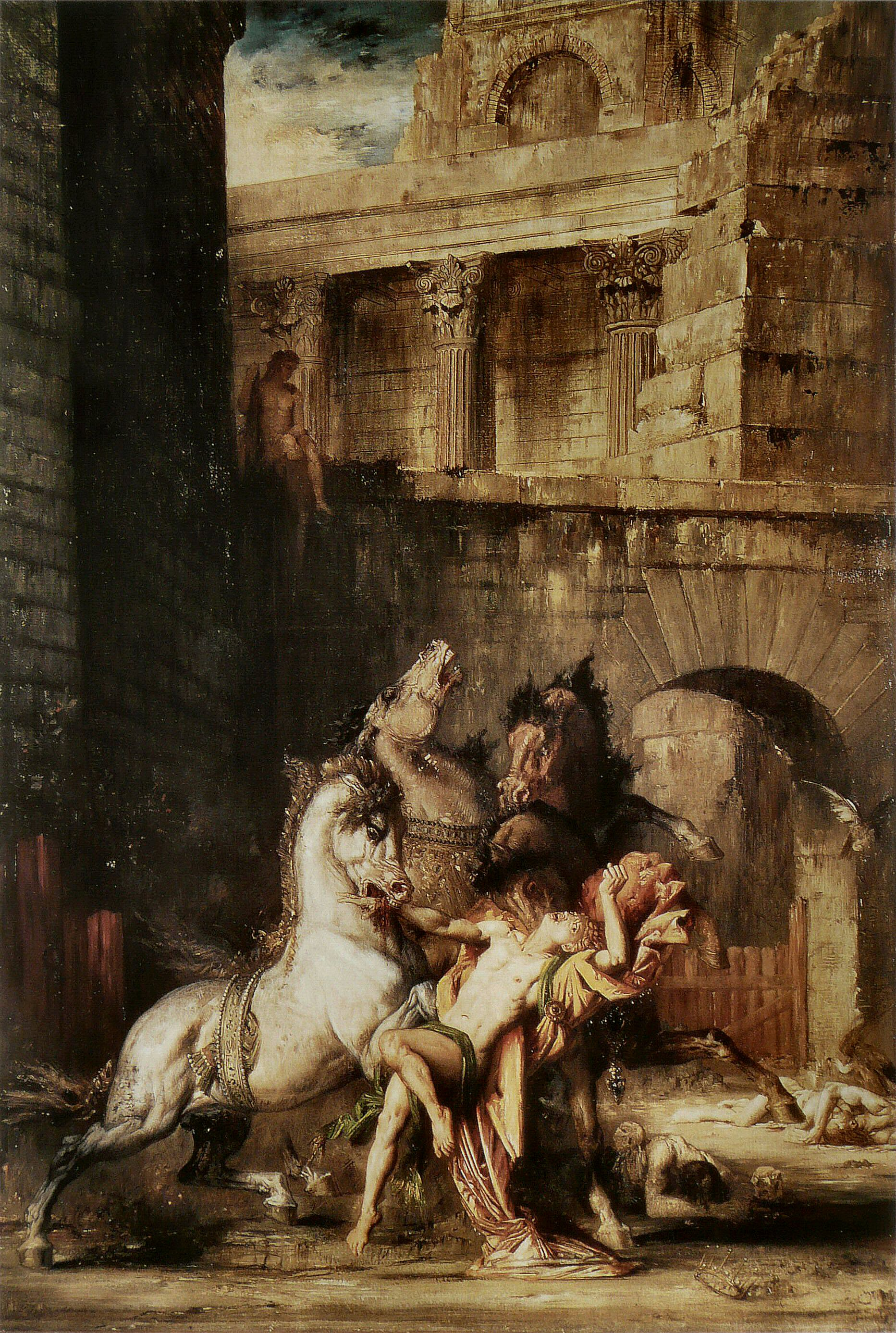
«Діомед, якого розривають власні коні», 1865, Руанський музей образотворчого мистецтва, Руан.